# Militära förtjänstkorset (Ukraina)
Militära förtjänstkorset (ukrainska: Хрест бойових заслуг) är en ukrainsk  tapperhetsmedalj etablerad  av Ukrainas president, den 5 maj 2022. Den utdelas till soldater av Ukrainas försvarsmakt och allierade styrkor för visad tapperhet och mod i krig eller för stort personligt mod med fara för eget liv i strid mot fientliga styrkor samt för särskilt segerrik ledning av trupper i strid.